# Stan Bentvelsen

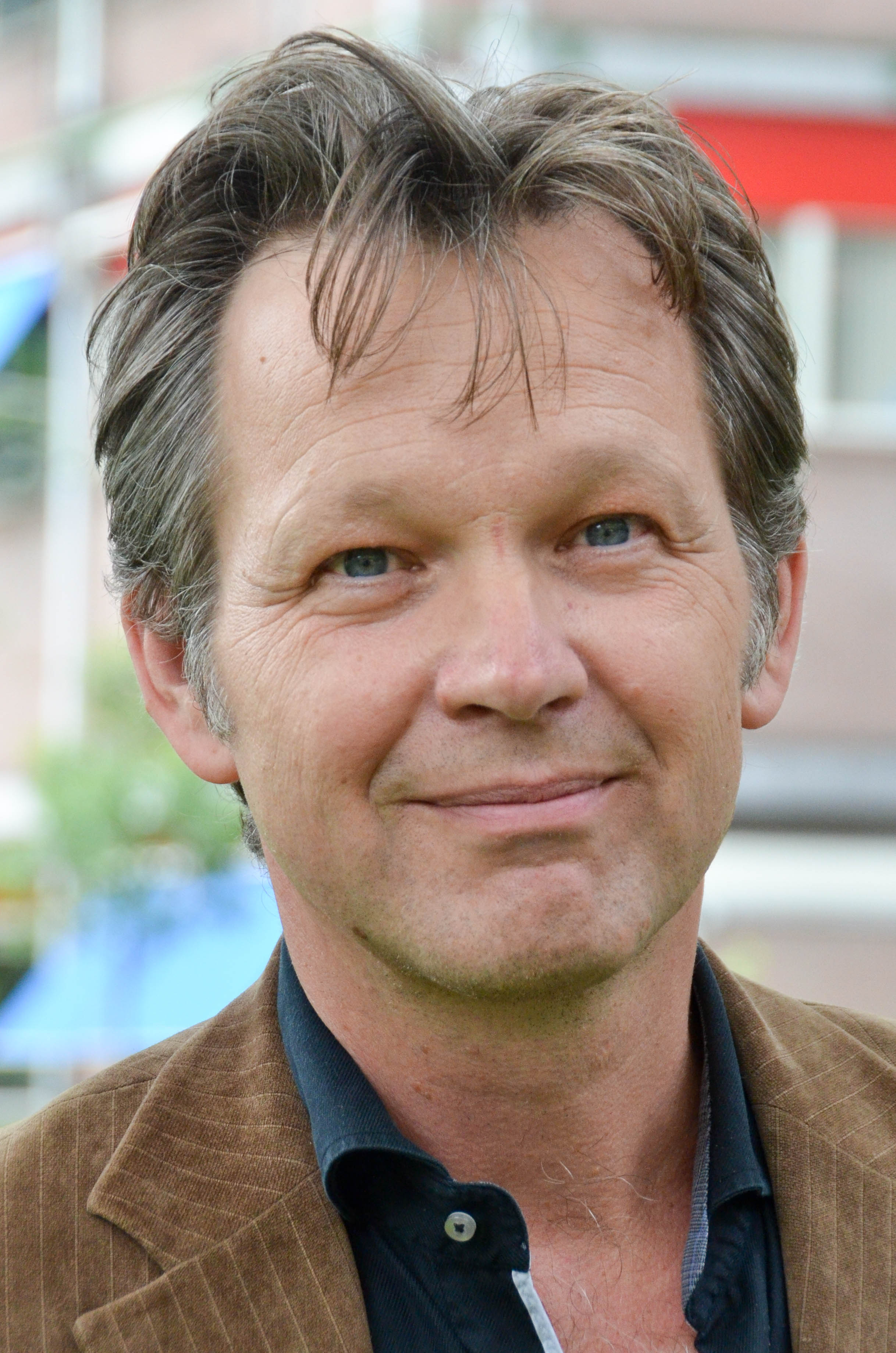
Stan Bentvelsen

Stanislaus Cornelius Maria (Stan) Bentvelsen (Schipluiden, 6 mei 1965) is een natuurkundige en voormalig directeur van het onderzoeksinstituur Nikhef.
Bentvelsen studeerde natuurkunde aan de Universiteit van Amsterdam (UvA), waar hij in 1989 afstudeerde in de theoretische fysica. Aansluitend deed hij  aan de UvA onderzoek hetgeen afgesloten werd in 1994 met een proefschrift.
Van 1994 tot 2000 was hij onderzoeker bij het internationale versnellerinstituut CERN in Genève.
Van 2000 tot 2005 werkte hij aan het "FOM-instituut voor subatomaire fysica Nikhef". Sinds 2005 is hij hoogleraar aan de UvA.
Van 1 december 2014 tot 1 november 2024 was hij directeur van het Nikhef.